# Port lotniczy Saidpur
Port lotniczy Saidpur (IATA: SPD, ICAO: VGSD) – port lotniczy położony w mieście Saidpur, w Bangladeszu.

## Linie lotnicze i połączenia
| Linia Lotnicza            | Kierunek                |
| ------------------------- | ----------------------- |
| Air Astra                 | 1. Dhaka                |
| Biman Bangladesh Airlines | 1. Cox’s Bazar 2. Dhaka |
| Novoair                   | 1. Dhaka                |
| US-Bangla Airlines        | 1. Ćottogram 2. Dhaka   |